# Шумов, Дмитрий Петрович
 Дмитрий Петрович Шумов  (26 октября 1861, Санкт-Петербург — 20 июля 1906, Кронштадт) — капитан 2-го ранга, участник русско-японской войны, георгиевский кавалер.

## Биография
Сын вице-адмирала Петра Степановича Шумова. Детство и юношество провел в Кронштадте. Окончил реальное училище, а 16 октября 1879 года был зачислен в Морское училище, которое окончил 22-м по списку. 30 сентября 1883 года произведен в мичманы. Прослушал краткий курс минного дела при Офицерских минных классах в 1884 году. С 1 января 1891 года лейтенант. В 1899 году окончил Офицерские минные классы. 21 декабря 1893 зачислен в минные офицеры 1-го класса. 1 января 1904 произведён в капитаны 2-го ранга.
В 1883—1885 годах служил на броненосном фрегате «Минин», на котором в 1883 году совершил первое кругосветное плавание. Далее служил на канонерской лодке «Ёрш» (1887), броненосной лодке «Чародейка» (1887—1888), мониторе «Перун» (1888), крейсере 2-го ранга «Африка» (1889). Минный офицер броненосца береговой обороны «Адмирал Спиридов» (1890—1891), фрегата «Генерал-Адмирал» (1891), крейсера 1-го ранга «Адмирал Корнилов» (1892—1896). Заведовал миноносками № 15 (11.05-10.09.1897), № 25 (07.05-07.06.1898), № 34 (07.06-07.09.1898), № 53 (07.05-07.06.1899), № 23 (07.06-07.09.1899), № 9, 36 и 40 (09.05-09.09.1900) в отряде миноносок Санкт-Петербургского порта. 2 мая 1897 назначен минным офицером на строящийся броненосец «Ослябя», 4 января 1898 также командиром роты. В кампании 1901 и 1902 годов — флагманский минный офицер штаба командующего Отдельным отрядом судов Балтийского моря, назначенных для испытаний.
15 июля 1902 года назначен старшим офицером эскадренного броненосца «Цесаревич», на котором совершил переход на Дальний Восток. В русско-японской войне участвовал в обороне Порт-Артура на борту броненосца. В сражении в Жёлтом море 28 июля 1904 года, после гибели контр-адмирала Витгефта и ранения командира броненосца Н. М. Иванова, Шумов принял командование кораблём и повёл его на прорыв. Увёл сильно повреждённый броненосец в нейтральный порт Циндао. За подвиги был награждён орденом Святого Георгия 4-й степени, золотым оружием и орденом Святого Станислава 2-й степени с мечами и с надписью за храбрость.
28 августа 1905 года вернулся в Санкт-Петербург и вскоре был отправлен в Германию председателем комиссии по приёмке новых миноносцев в Эльбинге. После возвращения из-за границы был назначен временным командиром 7-го флотского экипажа. В ночь на 20 июля 1906 года он был убит мятежными матросами во время второго Кронштадтского восстания. Исключен из списков флота 29 июля 1906 года. Погребён в церкви Святой Троицы на Свято-Троицком кладбище в Ораниенбауме.